# Konsorcjum Bibliotek – Użytkowników Zintegrowanych Systemów Zarządzania Biblioteką SOWA1 lub SOWA2/MARC21
Konsorcjum Bibliotek – Użytkowników Zintegrowanych Systemów Zarządzania Biblioteką SOWA1 i SOWA2/MARC21 zostało założone 25 listopada 2010 roku w Warszawie przez grupę 18 polskich bibliotek publicznych i uczelnianych. Cele Konsorcjum, którymi jest opieka merytoryczna i wymiana wiedzy zostały zawarte w treści porozumienia sygnowanego przez dyrektorów bibliotek - założycieli. 
Konsorcjum ma charakter otwarty i jest skierowane do różnych typów bibliotek: publicznych, pedagogicznych, szkolnych, instytutowych, uczelnianych itp. W skład Konsorcjum może wejść każda biblioteka, użytkująca lub wdrażająca system biblioteczny Sowa. Informacje o podejmowanych inicjatywach, a także treść porozumienia zawierająca cele i zadania Konsorcjum są dostępne na stronie WWW Konsorcjum.